# Reindichte
Die Reindichte, auch Skelettdichte, absolute oder wahre Dichte genannt, bezeichnet die Dichte des stofflichen Teils eines Körpers beliebigen Aggregatzustandes, d. h. ohne das Volumen evtl. enthaltener Hohlräume zu berücksichtigen:
{\displaystyle \rho _{\text{rein}}={\frac {m}{V_{\text{stoff}}}}}
- Bei porösen Festkörpern wird die Reindichte bestimmt, indem das Material solange zerkleinert und gemahlen wird, bis seine Teilchen keine Poren mehr enthalten (vgl. auch Stampfdichte). Das Gegenstück zur Reindichte poröser Körper ist die Rohdichte, in deren Bestimmung das Porenvolumen sehr wohl eingeht. Als gute Näherung zur Bestimmung der wahren Dichte werden Gaspyknometer mit Helium als Prüfgas eingesetzt[1].
- Bei Haufwerken ergibt sich die Reindichte bei der Kornanalyse aus Wiegen und Hochrechnung. Das Gegenstück zur Reindichte von Haufwerken ist die Schüttdichte.
- Die Reindichte von Flüssigkeiten oder Gasen ist die Dichte des Hauptstoffes ohne gelöste Anteile, Schwebstoffe, Luftblasen o. Ä. Messung erfolgt durch Ruhenlassen der Probe, Sedimentation und Entgasung sowie Fällungsreaktionen.